# هنا لوئیز شیرر
هنا لوئیز شیرر (انگلیسی: Hannah Louise Shearer؛ زادهٔ ۲۵ اوت ۱۹۴۵) فیلم‌نامه‌نویس و تهیه‌کننده تلویزیونی اهل ایالات متحده آمریکا است.
از فیلم‌ها یا مجموعه‌های تلویزیونی که وی در آن‌ها نقش داشته است، می‌توان به پیشتازان فضا: نسل بعدی و وضعیت اضطراری! اشاره نمود.